# Безымянная (река, впадает в Чивыркуйский залив)
Безымянная — река в России, протекает в Баргузинском районе Бурятии. Впадает в озеро Байкал. Длина реки — 16 км.

## География
Река берёт начало на высоте около 1000 м. Течёт в западном направлении по территории Забайкальского национального парка. По берегам реки произрастают кедр, берёза, сосна, лиственница. В нижнем течении заболочена. Впадает в Чивыркуйский залив озера Байкал вблизи мыса Безымянный.

## Данные водного реестра
По данным государственного водного реестра России:
- Бассейновый округ — Ангаро-Байкальский;
- Речной бассейн — бассейны малых и средних притоков средней и северной части озера Байкал;
- Водохозяйственный участок — бассейны рек средней и северной части озера Байкал от восточной границы бассейна реки Ангары до северо-западной границы бассейна реки Баргузин[2].